# Кринолин

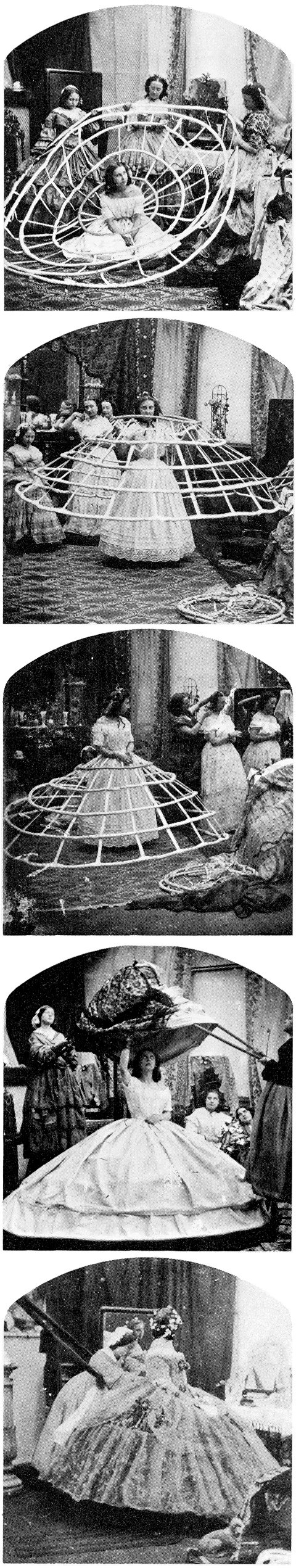
Пять стадий надевания кринолина

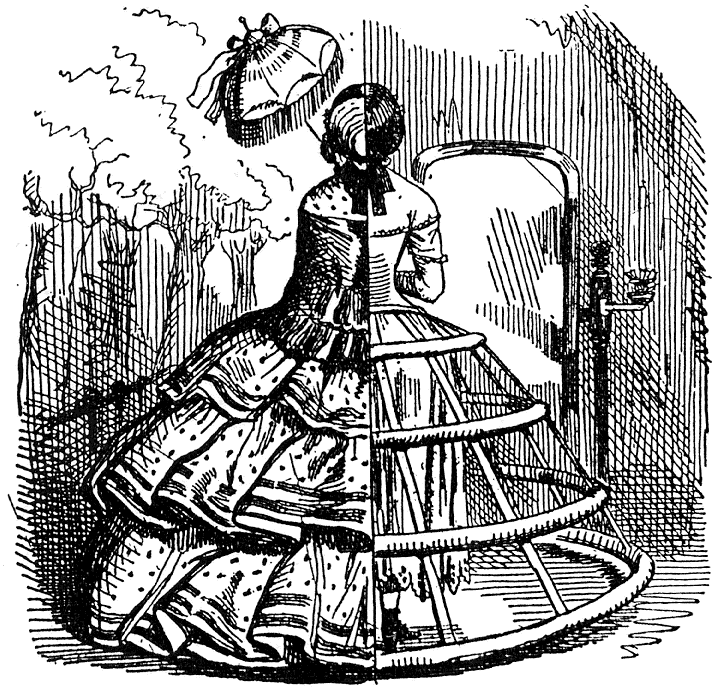
В платье под кринолином: вид в разрезе

Криноли́н (от лат. crīnis — «волос» и лат. līnum — «лён») — изначально жёсткая льняная или хлопковая ткань с основой из конских волос, позднее — жёсткая структура, предназначенная для придания юбке требуемой формы.

## История
В Англии кринолин стал известен с 1829 года; к 1850 году этим словом обозначалась куполообразная присборенная юбка, форму которой придавали многочисленные нижние юбки. В период 1851—1856 годов для летних кринолинов использовали лёгкие ткани, такие, как муслин и тарлатан; после 1852 в моду вошли la gaze cristal (переливчатые тафты, дамаск, парча, шёлк, сатин — ткани из нитей двух различных цветов, тканые одновременно). До 1856 года под верхней юбкой носили ещё 6 нижних юбок; их изготовление облегчилось с началом массового использования швейных машинок в 1857 году. «Искусственные кринолины» на стальных обручах были введены с 1858 года (о чём свидетельствует журнал «Модный магазин» 1865 года); с ними произошёл отказ от нижних юбок.
Иногда изобретение кринолина в современном понимании связывают с французской императрицей Евгенией, якобы введшей его во время беременности; в действительности это лишь легенда. Кринолин придумал и в дальнейшем пропагандировал Чарлз Фредерик Ворт. Однажды его жена продала пару платьев с кринолином жене австрийского посла Паулине фон Меттерних, и императрицу заинтересовала идея, что позволило кринолину быстро войти в моду.
Как при дворе императрицы Евгении, так и при дворе королевы Виктории церемониал предписывал принятие «благородных» поз; кринолин предоставлял большие возможности для этого, а также позволял внешне соблюдать предписанную скромность (ширина определяла дистанцию).
В моде кринолин был строго между лондонской выставкой 1851 года и Всемирной выставкой в Париже 1867 года.

## Проблемы
Кринолин зачастую становился объектом сатиры; его сравнивали с клеткой, в которую заточена женщина, его диаметр (до 180 сантиметров) мог создавать проблемы в проходе сквозь дверные проёмы. При падении или неудачной попытке сесть кринолин мог выгнуться в обратную сторону, а конструкцию в целом было трудно перевозить в багаже.
Наконец, кринолин был опасен, так как его владелица не всегда могла отследить его края: например, в 1857 году корреспондент New York Times описал случай, когда загорелась одежда вышедшей на улицу девушки. Под край её платья в кафе закатилась сигарета, но пожар не разгорелся из-за отсутствия кислорода, пока девушка не пошла по улице. Прохожие помогли девушке, и никто не пострадал.
В 1863 The Times сообщило о случае с Маргарет Деви, 14 лет, когда загорелось платье работавшей служанки, «растянутое на кринолине». Присяжные вынесли вердикт: «Смерть из-за несчастного случая, вызванного кринолином»; известны другие подобные случаи — например, смерть двух шестнадцатилетних служанок в 1863 году.
Известен, впрочем, и случай спасения кринолином жизни: в 1885 году Сара Энн Хенли прыгнула, после ссоры с любовником, с Клифтонского моста и выжила после падения с 75 метров, так как кринолин якобы смягчил падение, сыграв роль парашюта. Хотя вопрос, помог ли ей выжить именно кринолин, является предметом для споров, этот случай стал известной бристольской легендой.